# توطئه (فیلم ۱۳۷۴)
توطئه فیلمی به کارگردانی و نویسندگی علی قوی‌تن ساختهٔ سال ۱۳۷۴ است.

## بازیگران
- امین تارخ
- شهره سلطانی
- فرهاد جم
- ناصر لقایی
- فرهاد خانمحمدی
- ابراهیم‌آبادی
- ماندانا اصلانی
- معصومه آقاجانی
- علی کاوه
- آنا بورکوفسکا (در تیتراژ اوّل به اشتباه اسم خانوادگی او را با حرف اوّۀ پ به جای ب نوشتند)
- مهدی جلیلوند
- ابوالفضل سهرابی
- فرهاد شریفیان
- پردیس محبتاش